# Throninsignien Japans

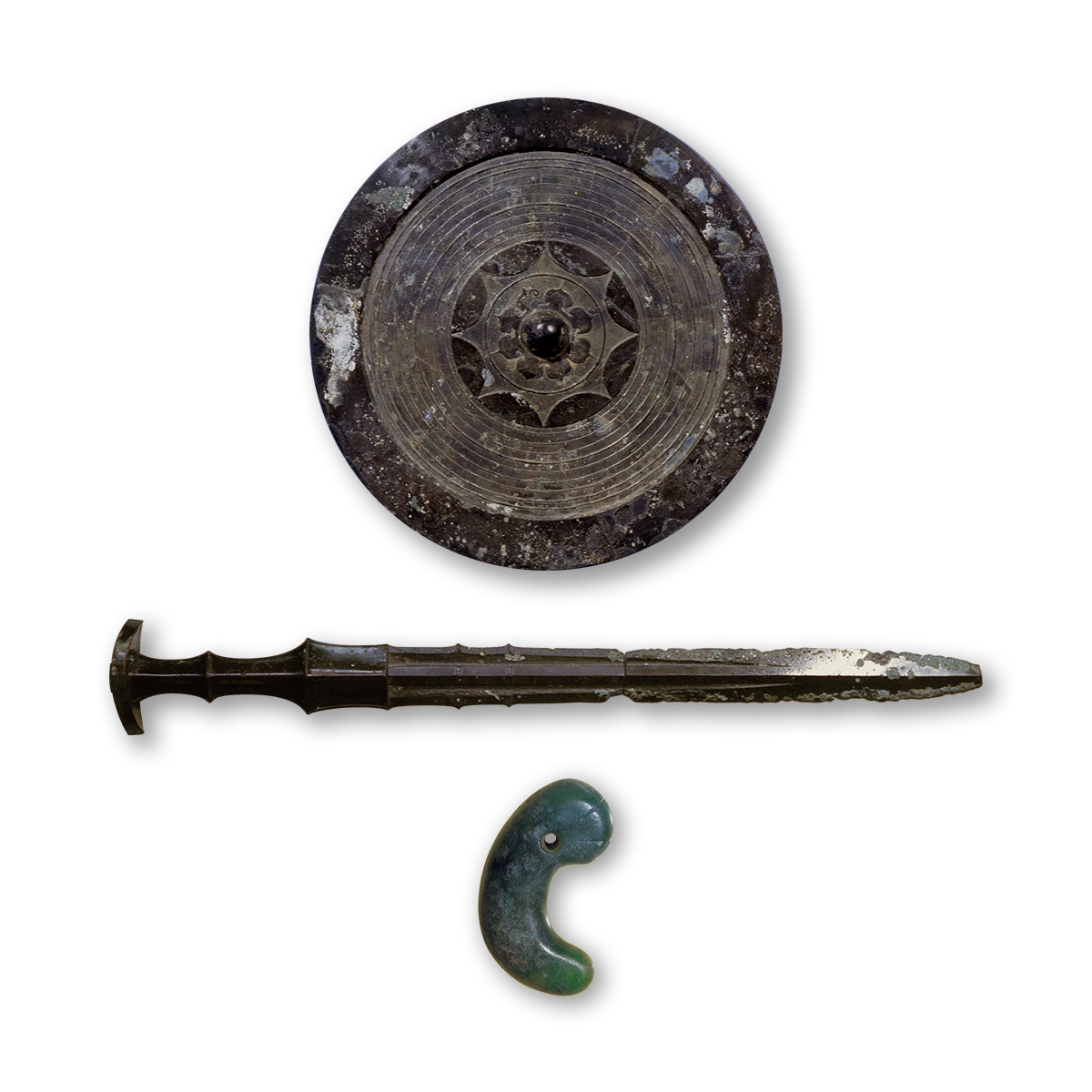
Künstlerische Interpretation der Throninsignien Japans

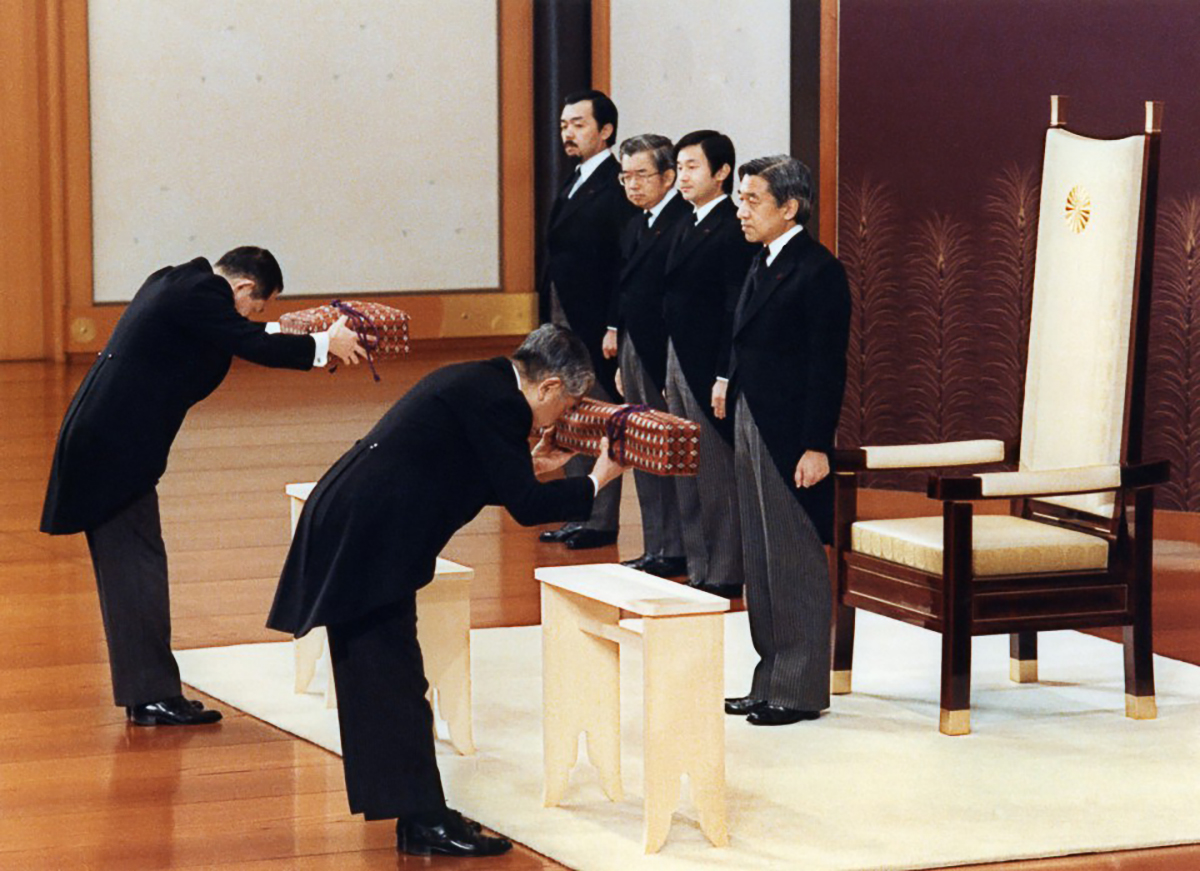
Darbietung von Schwert und Halskette bei der Inthronisation Kaiser Akihitos 1989

Die Throninsignien oder Reichsinsignien Japans (japanisch 三種の神器, Sanshu no Shinki/Jingi (On-Lesung) oder auch Mikusa no Kandakara (Kun-Lesung)) sind drei Artefakte: das Schwert Kusanagi no Tsurugi (草薙剣), die aus Krummjuwelen zusammengesetzte Halskette Yasakani no Magatama (八尺瓊曲玉) sowie ein Spiegel, Yata no Kagami (八咫鏡). Die Throninsignien sind der Öffentlichkeit und auch der Wissenschaft nicht zugänglich; auch vom Kaiserhaus selbst wurden nie Beschreibungen oder Abbildungen der Insignien veröffentlicht, so dass viele Informationen darüber notwendigerweise den Charakter von Spekulationen haben. Die Throninsignien Japans entsprechen von der Funktion her den Regalien in den europäischen Monarchien.

## Die drei Schätze des Kaiserhauses
Die historischen Ursprünge liegen vermutlich in einem Import aus China oder Korea während der Yayoi-Zeit (ca. 300 v. Chr. bis ca. 258 n. Chr.). Als die vermutlich bronzenen Artikel zu einer Zeit nach Japan kamen, als dort Bronze noch unbekannt war, hätten sie einen beinahe magischen Eindruck auf die Menschen gemacht. Gegenstände von so hohem Wert wären dann Erbstücke des Herrscherhauses geworden. Der Gründungsmythos des Kaiserreichs hingegen kennt zu jedem der drei Gegenstände eine Geschichte aus der shintoistischen Überlieferung. Im Zusammenhang mit der Thronfolge werden sie erstmals im Nihonshoki erwähnt, in der von der Inthronisation von Kaiser Ingyō berichtet wird.
Während der Nordhof-Südhof-Zeit gab es de facto zwei verschiedene Kaiserhöfe, von denen der nördliche der mächtigere war, der südliche aber die Throninsignien besaß, weswegen dieser später von der japanischen Geschichtsforschung als der rechtmäßige Kaiserhof und der nördliche als Gegenkaiserhof angesehen wurde.
Auch in der modernen Zeit ist die Bindung der Throninsignien an den kaiserlichen Thron Japans selbst noch existent. Artikel 10 des Kaiserhaus-Gesetzes von 1890 legt die Untrennbarkeit der „Heiligen Schätze der Kaiserlichen Ahnen“ vom Thron fest. 
Die drei Gegenstände versinnbildlichen die drei höchsten Tugenden des Herrschers: Das Schwert steht für Tapferkeit, der Edelstein für den Willen zum rechten Handeln und der Spiegel für Weisheit. Diese Sinnbilder entstammen möglicherweise der buddhistischen Philosophie; im Falle des Spiegels finden sich in Japans Literatur Beispiele für ähnliche Bedeutungen.

### Das SchwertKusanagi no Tsurugi(„Grasschneider-Schwert“)
Der Gott Susanoo soll das Schwert in einem Kampf gegen die achtköpfige Schlange Yamata no Orochi gewonnen haben. Er soll das Ungeheuer getötet haben, indem er es mit Reiswein (Sake) betrunken machte und dann bezwang. Im Körper des Wesens fand er das Schwert. Später schenkte er es Amaterasu, der Ahnherrin des Kaiserhauses. Generationen später trug der kaiserliche Prinz und legendäre Held Yamatotakeru das ursprünglich Ama no Murakumo no Tsurugi (天叢雲剣, dt. „Schwert der Himmel verdunkelnden Wolken“) genannte Schwert. Einer Überlieferung nach soll das Schwert ihm das Leben gerettet haben, als Aufständische ihn in eine Falle lockten und das Gras um ihn herum in Brand steckten, woraufhin das Schwert eigenständig das Gras (kusa) vor ihm mähte (nagu) und ihm somit die Flucht ermöglichte, woraufhin Yamatotakeru es Kusanagi nannte.
Das Schwert blieb danach Erbstück der Herrscherfamilie. Allerdings ging es angeblich während der Seeschlacht von Dan-no-ura mit dem Kindkaiser Antoku im Meer unter. Heute befindet es sich angeblich im Schrein von Atsuta in Nagoya. Unter Gelehrten gibt es daher einen Streit, ob das aktuelle Kusanagi nur eine Replik ist oder ob das Schwert bei Antokus Ertrinkungstod gar nicht da war, um mit dem unglücklichen Regenten unterzugehen. Vermutlich handelt es sich beim Kusanagi, das der Öffentlichkeit nicht zugänglich ist, um ein kurzes, zweischneidiges Schwert im Stil der Bronzezeit, nicht etwa um ein Katana, als das es in vielen modernen Interpretationen der Geschichten in Manga und Anime erscheint.

### Die HalsketteYasakani no Magatama
Bei diesem Artefakt handelt es sich vermutlich um eine Halskette aus Magatama (tropfenförmigen Edelsteinen). Schmuck dieser Art war bei den Adeligen der Kofun-Zeit weit verbreitet; allerdings wird er häufig (i. d. R. von japanischen Historikern) mit den Yamato in Verbindung gebracht. Als sicher gilt aber, dass Magatama ursprünglich aus Japan stammen und im Shinto als eine Art Amulett fungierten. In der Legende legen die Götter den Halsschmuck zusammen mit dem Spiegel vor eine Höhle, in der sich Amaterasu verborgen hielt. Da ohne die Sonnengöttin die Welt in Finsternis lag, mussten die anderen Götter sie hervorlocken. Heute befindet sich das Artefakt im japanischen Kaiserpalast.

### Der SpiegelYata no Kagami
Genau wie der Halsschmuck  soll auch der Spiegel als Lockmittel für Amaterasu gedient haben. Gemeinsam wurden die beiden Gegenstände an einem Baum aufgehängt, und als Amaterasu das Blinken wahrnahm, kam sie näher, wagte sich aus der Höhle, und die anderen Götter zwangen sie hervor. So kam das Licht wieder in die Welt. Das Nihongi berichtet sogar, dass Amaterasu bei der Übergabe des Spiegels an ihren Enkelsohn Ninigi no Mikoto gesagt haben soll, er solle bei der Schau in den Spiegel davon ausgehen, sie selbst sei dabei darin zu sehen. Prosaischer ist die Erklärung, dass polierte Bronzescheiben als Spiegel durchaus häufig vom asiatischen Festland auf die japanischen Inseln exportiert wurden. Der Spiegel soll sich heute im Schrein von Ise befinden, Japans wichtigstem Shinto-Heiligtum, sowie eine Replik aus der Zeit des mythologischen Kaiser Sujins im Kashiko-dokoro im Kaiserpalast Tokio.